# Clayton (Kalifornija)
Clayton je grad u američkoj saveznoj državi Kalifornija. Prema popisu stanovništva iz 2010. u njemu je živjelo 10,897 stanovnika.